# Кирена
32°49′30″ пн. ш. 21°51′29″ сх. д. / 32.82500° пн. ш. 21.85806° сх. д.
Кире́на, Кире́ни — місто поблизу лівійського узбережжя Середземного моря, грецька колонія. Руїни Кирени охороняються як Світова спадщина.
Названа на честь джерела, появі якого греки завдячують Аполлону.
Місто було розташоване неподалік порту Аполлонії, на 16 кілометрів углиб суші, у квітучій долині нагір'я. 
Кирена була одним з визначних міст еллінського світу, вона дала прилеглій області історичну назву Киренаїка, яка збереглася дотепер. 

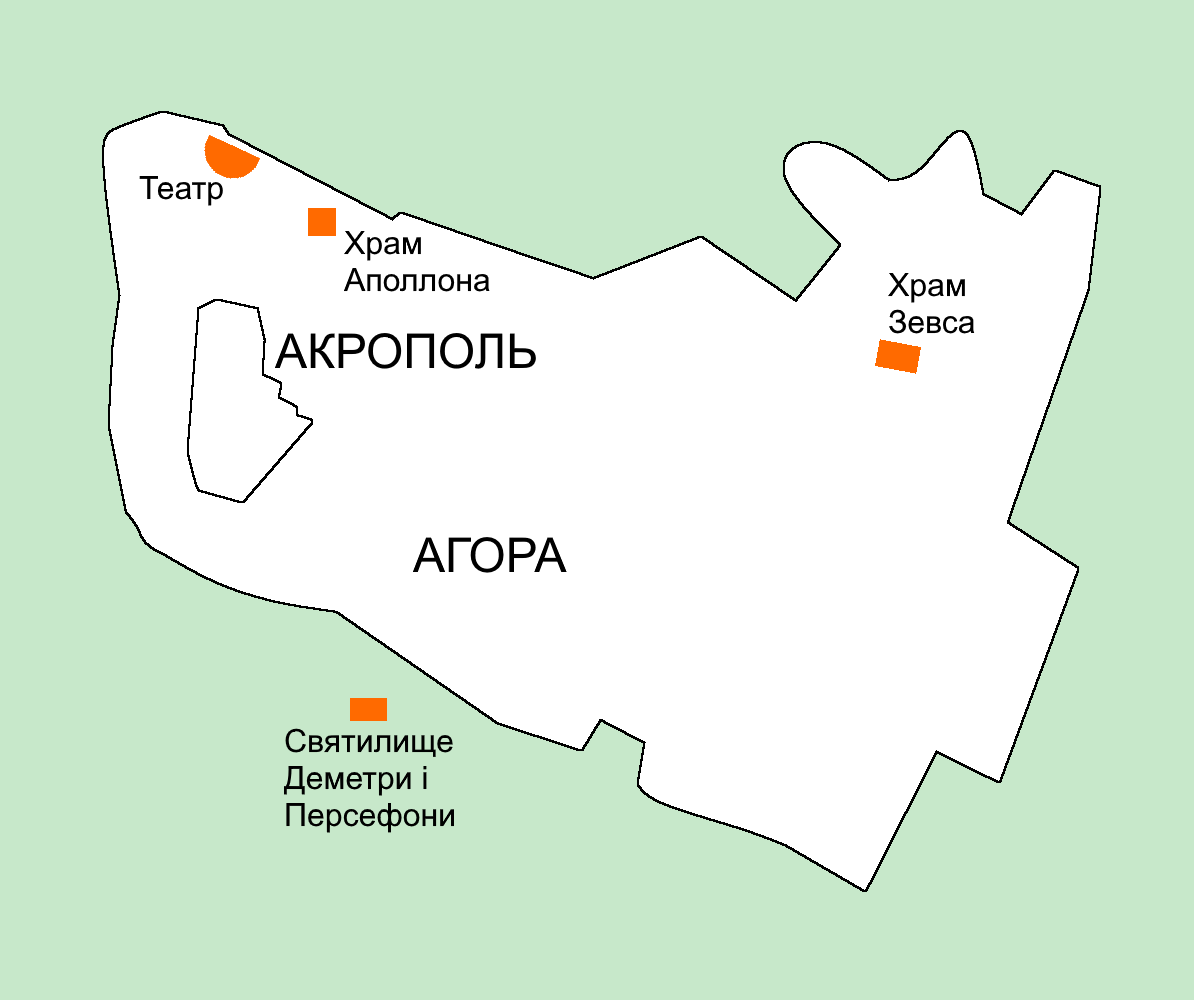
Мапа Кирени в класичні часи

## Історія
Місто засноване греками на чолі із Баттом з острова Тера як колонія 630 до н. е. 
Деталі заснування викладено в Четвертій книзі «Історії» Геродота. 
Невдовзі після 460 до н. е. Кирена стала республікою. Саме до цього періоду припадає розквіт киренської школи філософії. Після смерті Олександра Македонського Киренаїка стала частиною Птолемеївського Єгипту (321 до н. е.)
Останній представник династії Птолемеїв, Апіон, 96 до н. е. заповідав Киренаїку Риму. 
Формально вона стала римською провінцією 74 до н. е.

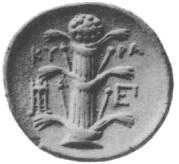
Киренська монета із зображенням сильфію

Протягом майже всієї історії Кирени основою тамтешнього експорту була лікарська трава сильфій (silphium), зображення якої є на киренських монетах. 
Сильфій був для греків і римлян великою цінністю. Його вважали даром Аполлона й продавався він на вагу срібних денаріїв. Спроби вирощувати сильфій за межами Киренаїки успіху не мали, тому заготовки велися на межі його знищення. У 1-му столітті сильфій зник. У поєднанні з конкуренцією з боку Карфагену та Олександрії це призвело до скорочення торгівлі. 
Проте Кирена разом з портом Аполлонією (Марса Суза) залишалася важливим центром аж до землетрусу 262 року. Імператор Клавдій II намагався відновити місто, назвавши його Клаудіополісом[джерело?]. Проте землетрус 365 року поховав надії на відновлення могутності. 
У 4-му столітті Амміан Марцеллін назвав Кирену занедбаним містом, а киренець Синезіус наступного століття охарактеризував її як повну розруху на милість кочівників[джерело?]. 
Остаточно місто було зруйновано арабами, мешканці залишили його 643 року.

## Культурний спадок
Кирена відома як батьківщина грецького філософа, математика, географа Ератосфена, а також численних філософів місцевої школи киренаїків, яку було засновано Арістіппом.
Руїни Кирени розташовані поблизу сучасного містечка Шахат, муніципалітет аль-Джабель аль-Ахдар (араб. الجبل الأخضر — Зелені гори) на території Лівії.